# Скнятино
Скнятино — населённый пункт в Калязинском районе Тверской области России. Входит в Нерльское сельское поселение.

## География
Расположено на Скнятинском полуострове на левом берегу реки Нерль в месте её впадения в Волгу в районе (Угличское водохранилище).
Скнятино расположено на высоте 117 м над уровнем моря и со всех сторон окружено лесом, преимущественно хвойным: в нём преобладают ель и сосна, встречаются также осина и берёза.
Устье реки Нерль отгорожено от русла Волги островом Скнятино, который окружён тремя омутами. Глубина водохранилища составляет 5—12 м к северу от острова и 9 м к югу. Сразу за островами находится омут, где глубина Волги составляет до 15 м.

## История
Название местности пошло от железнодорожной станции и деревни, расположенной возле неё, хотя раньше, до создания Угличского водохранилища, деревня Скнятино располагалась в другом месте, где сейчас остался лишь остров с одноимённым названием.
Предшественником современной деревни Скнятино был город Кснятин.

### Город Кснятин
По Никоновской летописи, этот город был основан под названием Константин суздальским князем Юрием Долгоруким в 1134 году, и в этом же году там была сооружена церковь. В. А. Кучкин относит дату основания Кснятина к 1135 году.
Несколько позже Кснятин упоминается в летописях как крепость на границе Владимиро-Суздальского княжества и Новгородской земли. Данное упоминание связано с походом, который в начале 1149 года предпринял против Юрия Долгорукого великий князь киевский Изяслав Мстиславич, действовавший в союзе с Ростиславом Смоленским и новгородцами. Союзники взяли было шесть суздальских городов на Волге (Мологу, Угличе поле, Кснятин и три неназванных города, предположительно — Дубну, Шошу и Тверь), но ушли восвояси из-за начавшейся распутицы.
В 1216 году Кснятин был разорён новгородцами, в 1238 году разрушен войском Батыя, в 1288 году сожжён во время княжеской усобицы.
С начала XIV века входил в Кашинское княжество. В 1459 году упоминается уже как деревня.
В 1888 году население деревни Скнятино составляло 696 человек.

### Скнятино в XX веке
7 октября 1937 года священник скнятинской церкви отец Владимир был арестован и заключён в Кашинскую тюрьму, где его допрашивали в течение трёх дней. Ему было предъявлено обвинение в антисоветской агитации. 1 ноября «тройка НКВД» приговорила о. Владимира к расстрелу. Священник Владимир Введенский был расстрелян через день, 3 ноября 1937 года. Отец Владимир причислен к лику святых новомучеников и исповедников российских на Юбилейном архиерейском соборе Русской православной церкви в августе 2000 года для общецерковного почитания.
Во второй половине 1930-х гг. в верхнем течении Волги началось строительство Иваньковского, Угличского и Рыбинского водохранилищ. Главными задачами строительства были обеспечение бесперебойного водоснабжения Москвы и создание напора воды для функционирования проектируемых гидроэлектростанций. Решение о строительстве Верхневолжских гидроузлов — Угличского и Рыбинского — было принято 14 сентября 1935 года постановлением ЦК ВКП(б) и Совнаркома СССР.
К строительству Угличской и Рыбинской ГЭС во всём мире было приковано огромное внимание. В те годы в мире ещё никто не вёл строительство гидроэлектростанций на равнинных реках и нескальных основаниях. 8 декабря 1940 года состоялся торжественный пуск первого гидроагрегата. После сооружения Угличского водохранилища в 1939 году земляные укрепления, древнее городище Кснятина и старая линия железной дороги были затоплены. Ширина Нерли и Волги в этих местах увеличилась в среднем в 3—6 раз. Через разлившиеся реки Нерль и Волнушку сооружены железобетонные мосты.

## Население
| 2002 | 2010 |
| ---- | ---- |
| 7    | ↗8   |

### Известные жители
- Введенский, Владимир Дмитриевич (1881—1937) — святой Русской православной церкви в лике священномучеников.
- Волков, Михаил Иванович (1886—1946) — русский советский писатель.
- Николаев, Евгений Васильевич (1927—2002) — скульптор-анималист, камнерез; член Союза художников СССР.
- Струнников, Николай Васильевич (1886—1940) — российский спортсмен, конькобежец.

Из деревни Синицыно (приход села Скнятино) происходил Румянцев, Иван Алексеевич (1841—1902) — градоначальник Петрозаводска (1893), купец.

## Транспорт
Через Скнятино проходит железнодорожная ветка Савёлово — Калязин. В Скнятино останавливаются поезд дальнего следования № 602Я «Москва-Рыбинск» и местные поезда Савёлово — Сонково и Савёлово — Углич. Ранее в Скнятино существовал железнодорожный вокзал (станция). В 1997 году был разобран железнодорожный разъезд станции и закрыт вокзал, который до 2001 года был заколочен и постепенно разрушался. В 2001 году вокзал сгорел.
Единственная автодорога от Скнятино ведет в село Нерль, где пересекается с автомобильной дорогой Сергиев Посад — Калязин; от села Нерль уходит также дорога в Талдом. Через Калязин можно попасть в Кашин и Углич. Прямой дороги на Кимры нет — только через автомобильную дорогу Нерль — Талдом (у развилки в селе Квашонки Талдом — налево, Кимры и Белый Городок — направо).
До поворота на Скнятино в селе Нерль из Москвы можно доехать по Ярославскому шоссе до города Сергиев Посад, затем повернув на Калязин. В 1 км от Скнятино асфальтовая дорога заканчивается, и в селе Волнога дорога уже грунтовая.
От железнодорожной станции Савёлово (город Кимры) до поворота на Скнятино следует автобус. Утром и вечером к поезду ходит автобус Калязин — Скнятино. В Скнятинском охотхозяйстве находится лодочная станция, регулярное речное сообщение отсутствует.

## Экономика
В Скнятино расположено Скнятинское охотничье хозяйство Военно-охотничьего общества. Рыболовно-спортивная база «Скнятино» находится в одном из заливов Угличского водохранилища на общей пойме слившихся рек Нерль, Волнушка и Волга, причём русло Волги как бы отделяется от поймы цепочкой островов, на которых летом охотно расселяются рыболовы. Выше Нерли в Волгу впадает река Печухня, ниже — река Брычка. В окружающих базу водоёмах водятся щука, судак, лещ и подлещик, окунь, плотва, язь, линь, густера, жерех, налим, сом, ёрш. По берегам имеются леса, где, как правило, бывает неплохой урожай грибов и ягод.